# Charlotte Atkinson
Charlotte Bridey Atkinson (29 de noviembre de 1996) es una deportista británica que compite en natación. Ganó una medalla de oro en el Campeonato Europeo de Natación de 2018, en la prueba de 4 × 100 m estilos mixto.

## Palmarés internacional
| Campeonato Europeo | Campeonato Europeo    | Campeonato Europeo | Campeonato Europeo      |
| Año                | Lugar                 | Medalla            | Prueba                  |
| ------------------ | --------------------- | ------------------ | ----------------------- |
| 2018               | Glasgow (Reino Unido) | Medalla de oro     | 4 × 100 m estilos mixto |